# 1641. októberi ír felkelés
Az ír katolikusok 1641. októberi felkelése több évtizedre megmérgezte a protestáns angol telepesekhez fűződő viszonyrendszert. A protestáns angol parlament a római katolikusság elnyomásán dolgozott, mind otthon, mind pedig a meghódított területeken. Ezt megelégelve kirobbant az 1641-es ír felkelés, és létrejött az Ír Konföderáció.
A történészek az eseményeket rendszerint az 1610-es évek angliai betelepítéseinek következményeként látják-láttatják, a kutatók azonban újabban figyelmeztetnek: a probléma sokkal összetettebb, az ezzel kapcsolatos diskurzus pedig finomhangolásra szorul. A puritanizmus elterjedése, a skót forradalom sikere és a kerekfejűek felemelkedése mind-mind beárnyékolták az uralkodó hatalmát, s ezek együttesen járultak hozzá az írek felkeléséhez. A rebellió tiszavirág életű volt, de a felkelés kirobbanását tíz évig tartó káosz követte, amely csak Oliver Cromwell brutális uralmával ért véget. Az erőszakos cselekedetek elültével az írek földjeinek felét – a vérengzéseket átélő ötezer szemtanú vallomására alapozva – elkobozták, s az angoloknak adták.

A protestánsok oldalán négy és tizenkét ezer közé teszik a konfliktus során elhunytak számát, akik főleg Ulsterben haltak meg, bár vannak olyan állítások is, miszerint az áldozatok számát propagandacélokból nagyították fel.
Az egyik leghíresebb vallomás az özvegy, hat gyermekét egyedül nevelő Eleanor Price nevéhez fűződik, akit egy felkelő elfogott, majd a Bann folyónál egy kivételével mindegyik gyermekét vízbe fojtotta. „A lázadók legtöbbjüket azonnal, barbár módon fojtották vízbe. Azokat, akik tudtak úszni, s eljutottak a partig, a vízbe rúgták, később megölték vagy lelőtték őket” – szól a vallomás.